# Toimi Alatalo
Pour les articles homonymes, voir Alatalo.
Toimi Alatalo (né le 4 avril 1929 - mort le 28 avril 2014) est un fondeur finlandais.

## Palmarès

### Jeux Olympiques
| Épreuve / Édition | Squaw Valley 1960 |
| 15 km             | 23e               |
| 30 km             | 7e                |
| 4 x 10 km         | Or                |